# Kruisweg (Hollande-Méridionale)
Kruisweg est un hameau situé dans la commune néerlandaise de Lansingerland, dans la province de la Hollande-Méridionale.

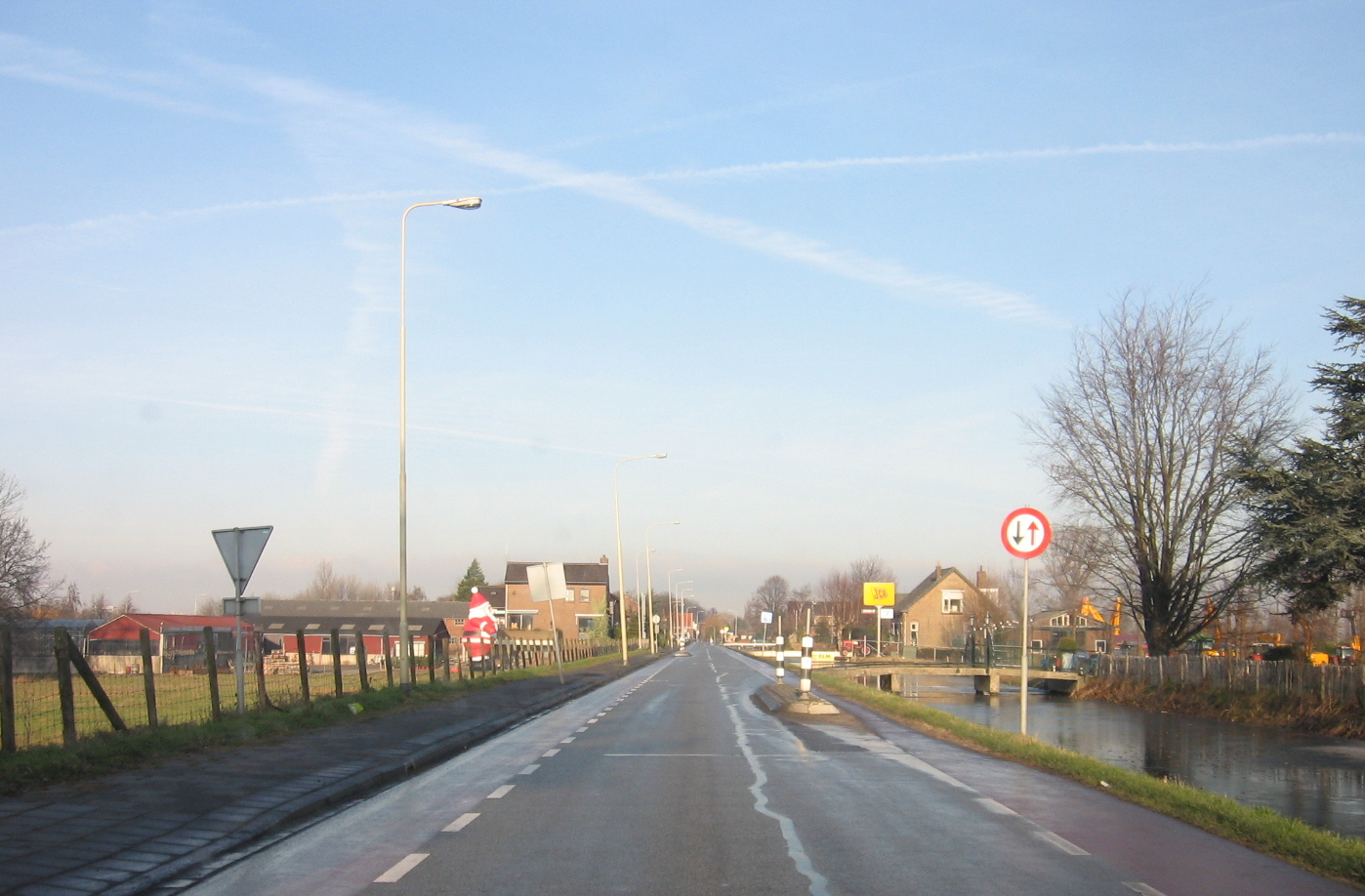
La route traversant Kruisweg